# Athyrium subspinulosum
Athyrium subspinulosum là một loài thực vật có mạch trong họ Woodsiaceae. Loài này được Ching miêu tả khoa học đầu tiên.